# Škoda 1201

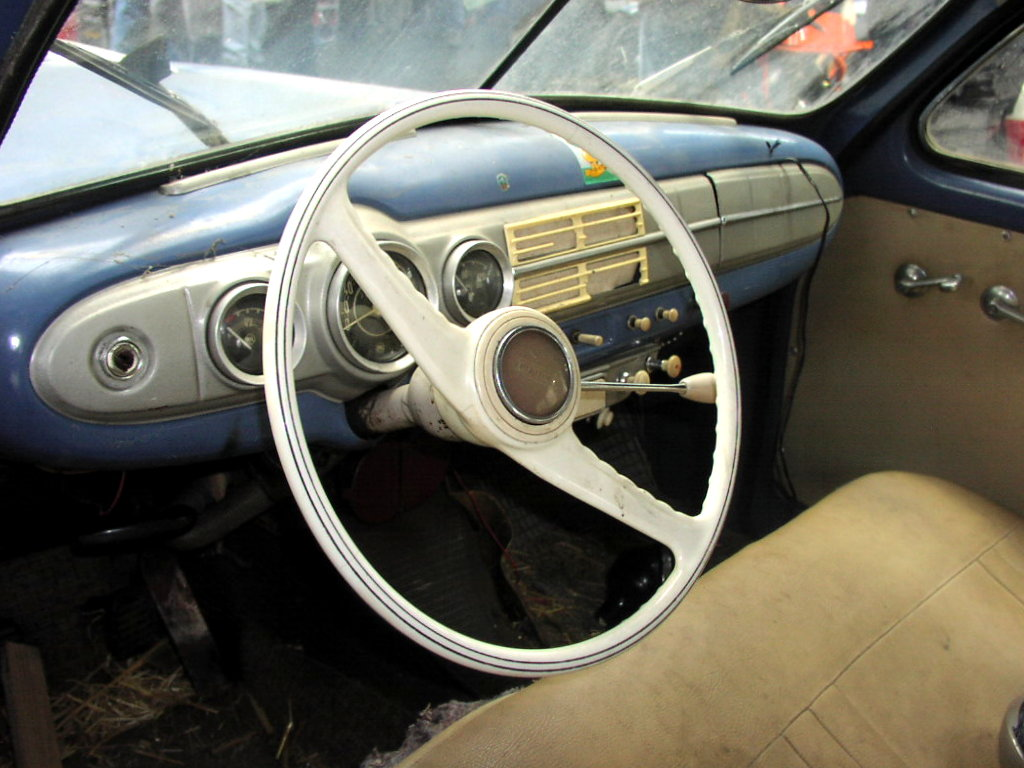
Wnętrze Škody 1201

Škoda 1201 (typ 980) – samochód osobowy produkowany w zakładach Škody w miejscowościach Mladá Boleslav, Vrchlabí i Kvasiny w latach 1955–1961.
Škoda 1201 zastąpiła model 1200 w 1955 roku. Podstawową zmianą był mocniejszy silnik, który przy takiej samej pojemności wytwarzał moc większą o 9 KM. Podobnie jak poprzednik, choć w mniejszych ilościach, model 1201 wytwarzany był także jako czterodrzwiowy sedan. Jednak najpopularniejsze były jego odmiany użytkowe: czterodrzwiowe kombi (troje drzwi wejściowych i drzwi bagażnika), trzydrzwiowa furgonetka, dwudrzwiowy pick-up i sanitarka.
W latach 1952–1961 wyprodukowano 67 071 egzemplarzy wszystkich rodzajów Škody 1200 i 1201, z czego 15 594 w Mladá Boleslav, 13 359 w Kvasinach oraz 38 118 we Vrchlabí.
Pod koniec lat 50. prowadzono prace nad modelem oznaczonym Škoda 1500 (typ 975) z silnikiem o pojemności 1491 cm³. Zbudowano 20 egzemplarzy tego prototypu.